# Schwalm Edit
Csiffáryné Schwalm Edit (Dévaványa, 1946. február 21. – 2023. március 8. előtt) magyar néprajzkutató, muzeológus, múzeumigazgató-helyettes, a Palócföld kutatója.

## Élete
A szeghalmi Péter András Gimnáziumban érettségizett, majd 1970-ben a debreceni Kossuth Lajos Tudományegyetemen szerzett etnográfusi és magyar szakos tanári oklevelet. Az egyetem elvégzése után, 1970-től a Dobó István Vármúzeum néprajzkutató muzeológusa lett. 1989-től gyűjteményi osztályvezető, 1993-tól tudományos titkár, 1997-től pedig megyei múzeumigazgató-helyettes volt az egri vármúzeumban. 2007-ben az intézménytől vonult nyugdíjba.  
1979-2008 között néprajzot oktatott az Eszterházy Károly Főiskolán.
Főként a népi táplálkozást és a falusi társadalmat kutatta. Részt vett a Visonta-kutatásban és a palócság komplex etnikai vizsgálatában. Az 1980-as évektől a hímzések, szőttesek és népviseletek kutatásával foglalkozott. A Heves Megyei Népművészeti Egyesület tagja volt.
Férje Csiffáry Gergely (1948–2014) levéltáros volt.

## Elismerései
- 1995 Móra Ferenc-díj[4]
- 2001 Király Zsiga-díj
- Ortutay Gyula emlékérem
- Honismereti Emlékérem
- Bél Mátyás Emlékérem
- Dobó István emlékérem

## Művei
- 1975 Adatok Visonta népi táplálkozásához. In: Bakó Ferenc (szerk.): Fejezetek Visonta történetéből. Eger, 85-102.
- Cs. Schwalm Edit–Ujváry Zoltán: Kérdőív a népi táplálkozás kutatásához; Heves Megyei Tanács, Eger, 1979
- 1988 A Mátraalja népi hímzései. In: Petercsák Tivadar (szerk.): Fejezetek Bodony néprajzából. Budapest-Eger, 30-41.
- 1989 A palócok táplálkozása ünnepeken és hétköznapokon. In: Bakó Ferenc (szerk.): Palócok III, 379-495.
- 1990 Palóc népművészet. A Dobó István Vármúzeum gyűjteményéből. Eger
- 1992 A Dobó István Vármúzeum kalotaszegi hímzéseinek lakástextiljei. Agria 27-28
- 1994 Néprajzi kutatások Gyöngyös környékén. Néprajzi tájkonferenciák Heves megyében 10. Eger (szerk.)
- 1996 Szlovákok Heves megyében. Néprajzi tájkonferenciák Heves megyében 11. Eger (szerk.)
- 1998 Fejezetek Heves népéletéből. Néprajzi tájkonferenciák Heves megyében 12. Eger (szerk.)
- 1998 A csipke alkalmazása Heves megye női viseletében. Agria 34
- 1999 Képek Gyöngyöspata mezőváros múltjából. Néprajzi tájkonferenciák Heves megyében 13. Eger (szerk.)
- 2000 Parád. (tsz. Csiffáry Gergely)
- 2005 Pásztorfaragások, Szőttesek, hímzések, Viselet. In: Heves megye népművészete